# Solieria munda
Solieria munda là một loài ruồi trong họ Tachinidae.